# Choujin Sentai Baratack
Chojin Sentai Barattack (яп. 超人戦隊バラタック Тёдзин Сэнтай Бараттак) — японский аниме-сериал, выпущенный студией Toei Animation. Транслировался по телеканалу TV Asahi с 3 июля 1977 года по 26 марта 1978 года. Всего выпущена 31 серия аниме.  Сериал был дублирован на итальянском языке и транслировался на территории Италии и Филиппин.

## Сюжет
Выдающийся профессор Като изобретает машину времени. Однако об изобретении узнают инопланетяне, которые похищают жену профессора и старшего сына. Единственный способ вернуть машину и родных — супер-робот «Барратак», состоящий из 5 частей, каждую из которых пилотируют 5 подростков: Юдзи, Юри, Мак, Франко и Дики.

## Роли озвучивали
- Юдзи Мицуя — Юдзи Като
- Хироя Исимару — Дики
- Итиро Нагай — Доктор Като
- Кэйко Хан — Юли
- Норико Цукасэ — Гранко
- Ю Мидзусима — Макито Татибана
- Тикао Оцука — Гордиус
- Хироя Исимару — Рики